# Charles H. Brayshaw
Charles H. Brayshaw is een Amerikaans diplomaat.
Brayshaw is in Europa vooral bekend vanwege zijn ambt als bestuurder voor de Verenigde Naties in Kosovo dat op dat moment onder bestuur stond van de UNMIK-missie. Hij diende driemaal in de functie van waarnemend bestuurder van Kosovo, van 1 januari tot 14 februari 2002, van 8 juli tot 25 augustus 2003 en van 11 juni tot 16 augustus 2004.
Van september 1992 tot december 1993 was Brayshaw waarnemend ambassadeur (Chargé d'Affaires ad interim) in Peru, door een benoeming van de toenmalige Amerikaanse President George H.W. Bush.